# Turnerschaft Hohenstaufia Tübingen
Die Turnerschaft Hohenstaufia im CC zu Tübingen ist eine pflichtschlagende und farbentragende Studentenverbindung, die Studenten und Alumni der Eberhard Karls Universität Tübingen und der Hochschule Reutlingen vereint. Sie wurde 1878 gestiftet und ist Mitglied des Coburger Convents (CC).

## Couleur, Wahlspruch
Die Farben der Turnerschaft Hohenstaufia sind grün-weiß-rot. Burschen tragen ein grün-weiß-rotes Band mit silberner Perkussion, Füxe ein grün-rotes mit silberner Perkussion. Die Studentenmütze ist grün und hat ein markantes Format, den sog. Tübinger Vollschlapp, der von nur einer weiteren Studentenverbindung verwendet wird.
Der Wahlspruch der Turnerschaft Hohenstaufia lautet Unita virtus valet! (Deutsch: Vereinte Tugend macht stark!)

## Geschichte
Hohenstaufia wurde am 7. Dezember 1878 als schwarze, nichtschlagende Verbindung Gothland in der Kemmlerei (heute Boulanger) in der Collegiumsgasse in der Tübinger Altstadt gegründet. Die Festlegung der Satzung erfolgte am 10. Dezember 1878, der als offizieller Stiftungstag der Verbindung gilt. Die Satzung sah eine harmonische Entwicklung von Geist und Körper vor; das Turnen stand stark im Vordergrund. Gothlands Wahlspruch lautete Virtus, Libertas, Humanitas! Als Farben wählte man rot-weiß-grün (von unten gelesen) der 1868 aufgelösten Stiftsgesellschaft Staufia. 1879 wurde als neue Konstante das Hanskarle am Lustnauer Tor bezogen, da die Räumlichkeiten der Kemmlerei zu klein wurden, um alle Mitglieder des Bundes aufzunehmen.

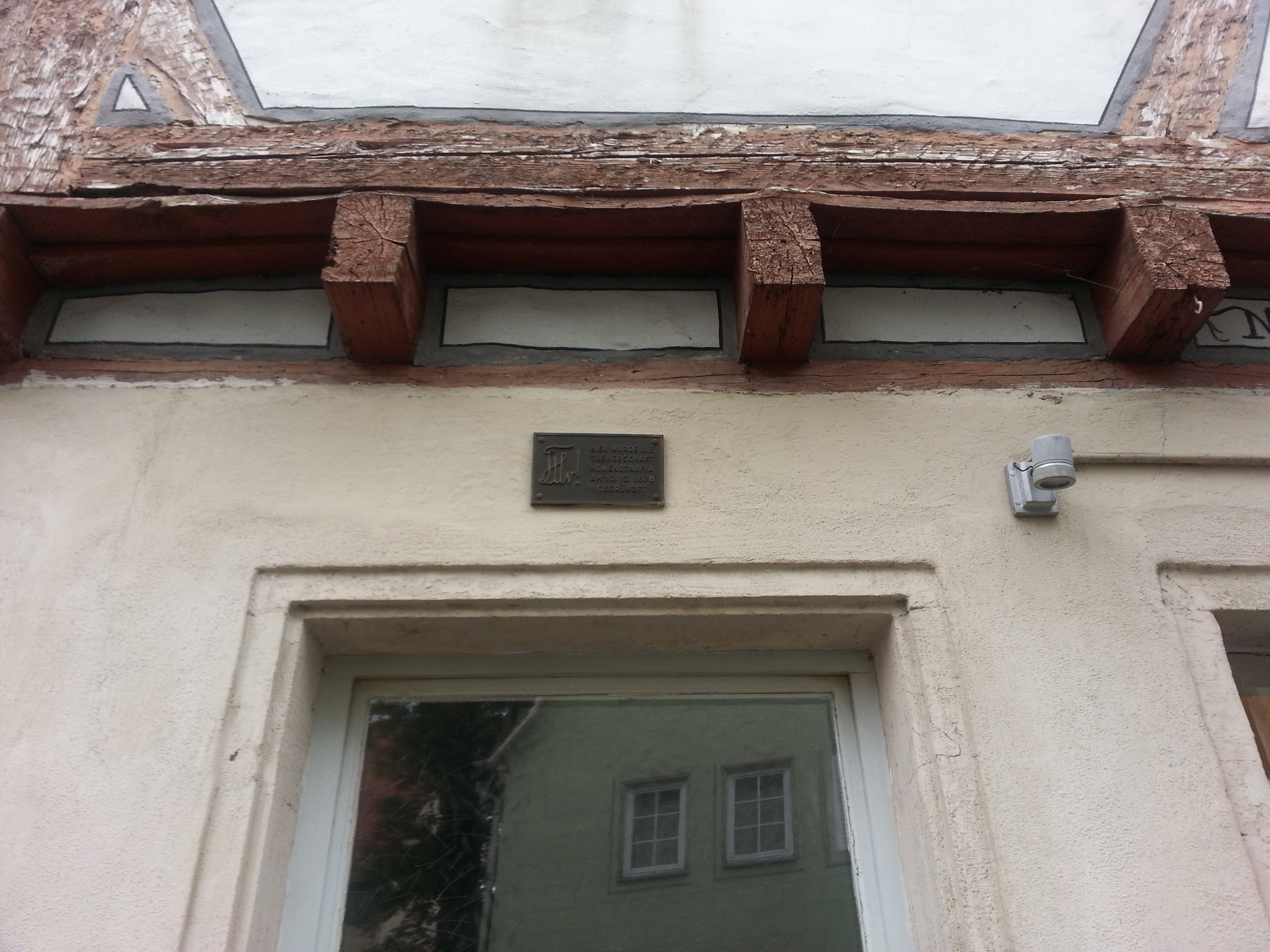
Gedenktafel zur Gründung Hohenstaufias am heutigen Boulanger

Ab 1. Februar 1880 trat Gothland als farbentragende Verbindung Hohenstaufia auf, die Farben wurden umgedreht und lauteten nun grün-weiß-rot; der Wahlspruch wurde auf Unita virtus valet! umgeändert. Obwohl schon damals öfters gefochten wurde, stand das Turnen formell immer noch im Vordergrund. Erst 1884 wurde das Fechten offiziell und das Turnen fakultativ; 1885 wurde auch die unbedingte Satisfaktion eingeführt, was den allgemeinen Trend unter Studentenverbindungen in dieser Zeit widerspiegelte. 1896 trat Hohenstaufia in den Vertreterconvent deutscher Turnerschaften (VC) bei. 1897 erfolgte die Umbenennung des Bundes in Turnerschaft Hohenstaufia.
Vom 23. Juli 1914 bis 17. Dezember 1919 kam durch den Ersten Weltkrieg das Verbindungsleben praktisch zum Stillstand; viele Hohenstaufen ließen im Krieg ihr Leben. Nach der Wiederaufnahme des Verbindungslebens konnte die Lage jedoch durch zahlreiche Neueintritte erfolgreich bewältigt werden.
1920 erfolgte ein Streit über Fechtfragen mit der Turnerschaft Eberhardina, der vor dem Ehrengericht des VC in Marburg kam. Daraufhin wurden beide Bünde dimittiert, Hohenstaufia wurde jedoch erst nach einem Jahr wieder aufgenommen. Da die Turnerschaft in dieser Zeit ohne festes Paukverhältnis dastand, wurde als Tochterverbindung die Turnerschaft Straßburg gegründet, um genügend Partien finden zu können.
Im Zuge der gegen Studentenverbindungen gerichteten Politik der NS-Diktatur löste sich Hohenstaufia 1936 als einer der letzten in Tübingen gebliebenen Bünde auf. Um trotzdem halbwegs ein Bundesleben zu ermöglichen, traten 113 Hohenstaufen der Kameradschaft Dietrich-Eckhart (die Namen dieser Kameradschaften wurden von der NSDAP vorgegeben) auf dem Haus der Turnerschaft Palatia ein. Die offizielle Wiedergründung Hohenstaufias erfolgte erst am 10. November 1948 im Hirsch in Derendingen. 1953 erfolgte auch die Vereinigung mit der Turnerschaft Straßburg.

### Hohenstaufia und Josef Buchhorn
Im Jahr 1897 wurde bei Hohenstaufia Josef Buchhorn aktiv. 1906 wurde bei einer Kneipe zum ersten Mal das von ihm für Hohenstaufia geschriebene Lied Student sein, wenn die Veilchen blühen (in Vertonung von Otto Lob) von den Füchsen gesungen. Das Lied etablierte sich innerhalb von wenigen Jahren als Studentenhymne an allen deutschen Universitäten und ist bis heute eines der wichtigsten und bekanntesten für das deutsche studentische Liedergut.
Student sein zählte anfangs vier Strophen, nach dem Ersten Weltkrieg fügte Buchhorn seinen gefallenen Bundesbrüdern zu Ehren eine fünfte hinzu.
Außerdem ist Buchhorn Autor des erfolgreichen Romans Die Hohenstaufen, ein Tübinger Studentenroman (1908), der das Bundesleben Hohenstaufias darstellt und die erste literarische Beschreibung einer Turnerschaft ist, sowie von weiteren Büchern und Gedichten, die vom Verbindungswesen handeln.

## Verbindungshaus
Schon Anfang der 1890er wurde über den Bau eines Verbindungshauses, auch anhand von ersten Skizzen, diskutiert. Zu konkreten Schritten kam es 1900, als eine Hausbaukommission gegründet wurde; im selben Jahr erfolgte auch der Abriss der bisherigen Konstante, dem Hanskarle, um auf dem Österberg eine neue Straße zu bauen. 1901 gründete man den Hausbauverein, der ein Grundstück auf dem Österberg erwarb. Mit dem eigentlichen Bau wurde im Februar 1902 begonnen; nach acht Monaten wurde das im neoromanischen Stil errichtete Haus im Oktober 1902 fertiggestellt. Der Stil des Hohenstaufenhauses ist an der repräsentativen deutschen Architektur aus dem Mittelalter angelehnt, genauer an den Kaiserpfalzen der Hohenstaufen-Dynastie.
Durch Zukauf von Parzellen wurde der Garten 1910 und 1913 erheblich erweitert; in den 1920ern wurden Umbauarbeiten an dem Haus durchgeführt, um größere Räumlichkeiten für die festlichen Anlässe der Verbindung zu schaffen. Der Turm wurde 1931 verkürzt. Nach der Auflösung Hohenstaufias während der NS-Diktatur ging das Haus an das Reichsstudentenwerk und wurde während des Zweiten Weltkriegs von diversen NS-Parteiorganisationen genutzt; nach dem Ende des Krieges wurde es, wie auch ein Großteil der anderen Verbindungshäuser auf dem Österberg, von der französischen Armee besetzt. Durch ein rechtskräftig eingetretenes Teilerkennungsurteil bekam Hohenstaufia das Verbindungshaus 1951 zurück, die faktische Übernahme von der französischen Besatzungsmacht erfolgte jedoch erst am 8. Oktober 1952. Die Innenausstattung des Hauses war nahezu völlig ausgeräumt, in den darauffolgenden Jahren musste eine enorme Neueinrichtung unternommen werden. Heute steht das Haus der Turnerschaft Hohenstaufia unter Denkmalschutz.
Untypisch für eine Studentenverbindung ist das 1998 fertiggestellte Studentenwohnheim gegenüber dem Hohenstaufenhaus, welches sowohl von Teilen der Aktivitas, als auch von externen Studentinnen und Studenten bewohnt wird.

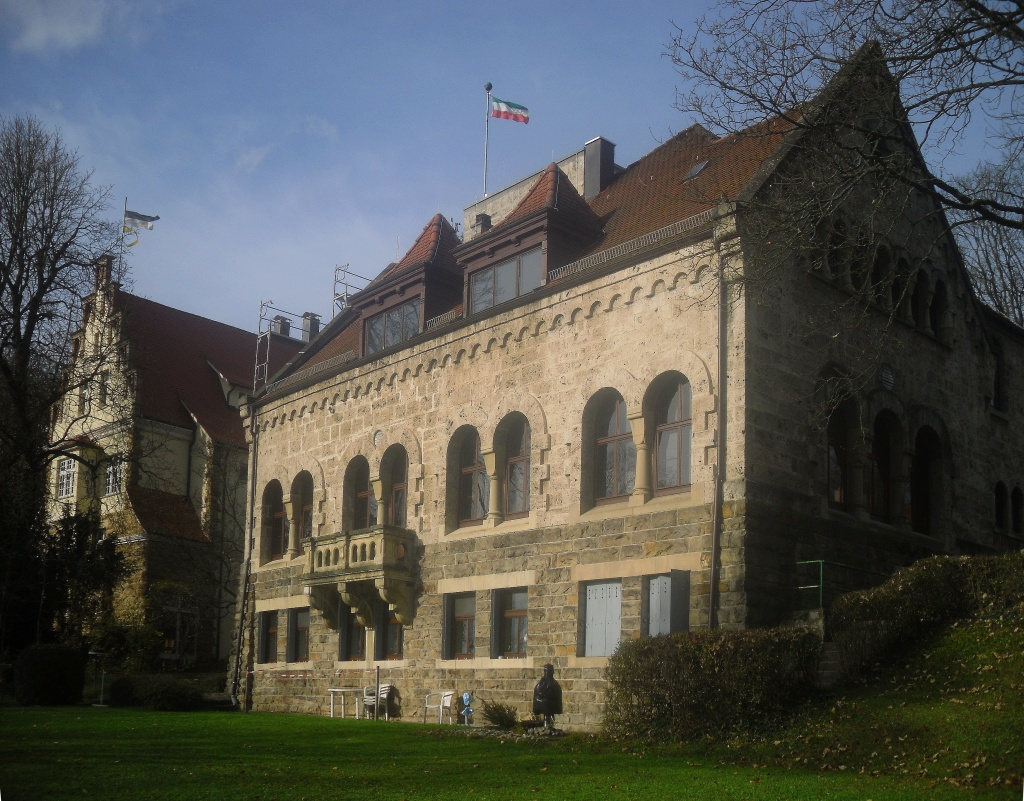
Haus der Turnerschaft Hohenstaufia von Süden betrachtet
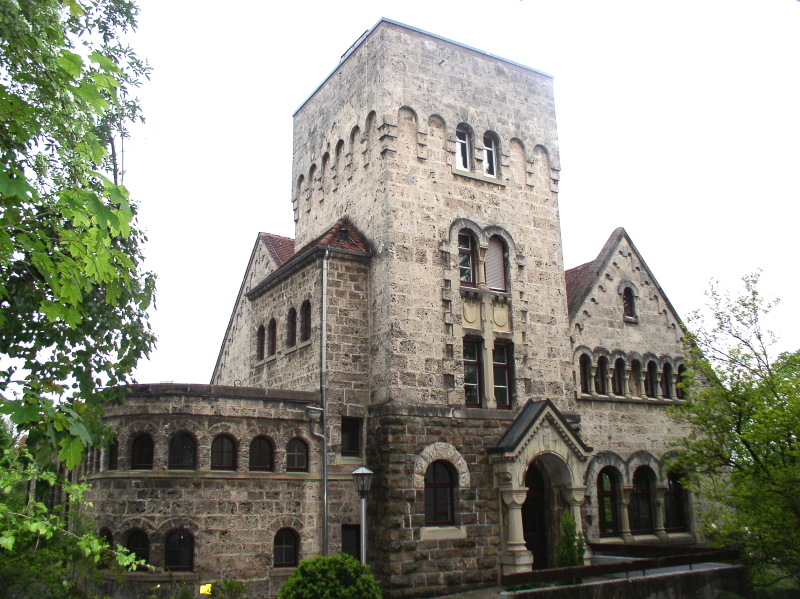
Westseite mit Eingangsbereich
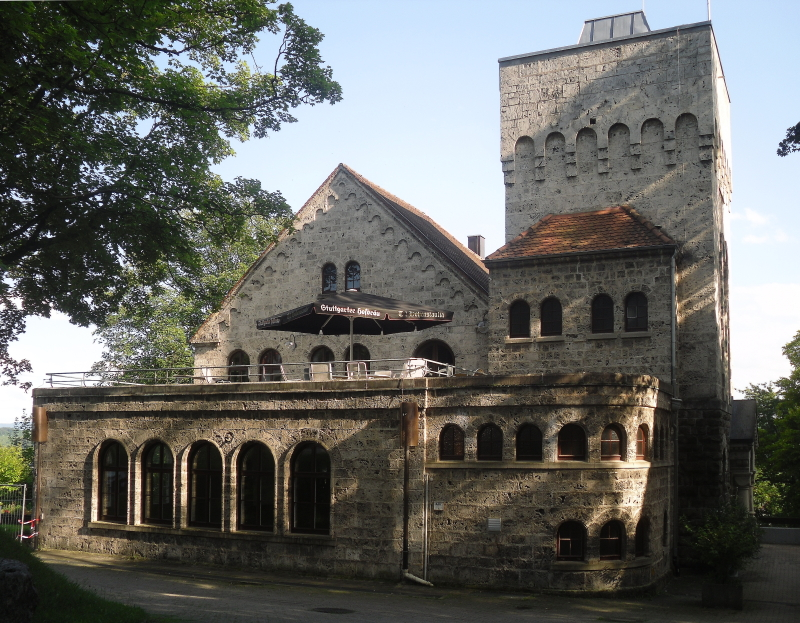
Nordseite des Hohenstaufenhauses
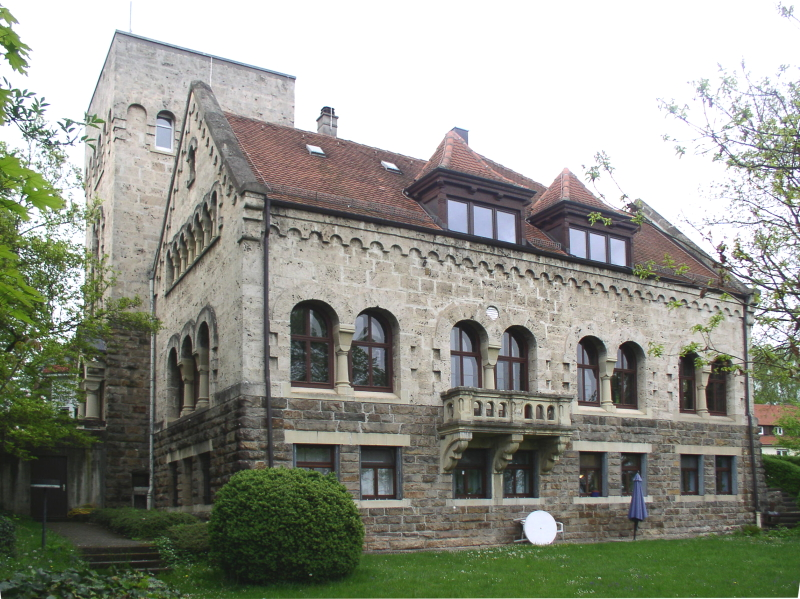
Blick von der Gartenseite

## Freundschaftsverhältnisse
Hohenstaufia unterhält Freundschaftsverhältnisse zu drei anderen Studentenverbindungen.
- seit 1892: Alte Leipziger Turnerschaft Hansea im CC zu Bielefeld, gilt als das älteste Freundschaftsverhältnis innerhalb des Coburger Convents
- seit 1955: Alte Leipziger Turnerschaft Fridericiana im CC zu Mannheim/Heidelberg
- seit 1955: AV Amicitia San Gallensis zu St. Gallen

## Bekannte Mitglieder
In alphabetischer Reihenfolge:
- Otto Barth (1881–1947), württembergischer Oberamtmann und Landrat
- Bernhard Beyer (1879–1966), Nervenarzt
- Kurt Breucker (* 1934), Richter des Staatsschutzsenates am Oberlandesgericht Stuttgart während verschiedener Prozesse gegen Mitglieder der Roten Armee Fraktion
- Josef Buchhorn (1875–1954), Journalist, Schriftsteller, Politiker
- Eugen von Dreher (1859–1925), Regierungspräsident
- Elmar Doch (1910–1971), Oberbürgermeister von Ludwigsburg und Heidenheim an der Brenz
- Karl Eisele (1862–1934), württembergischer Oberamtmann
- Walter Erbe (1909–1967), Professor für römisches und bürgerliches Recht an der Eberhard Karls Universität Tübingen, Vorstandsvorsitzender der Friedrich-Naumann-Stiftung sowie des Instituts für Auslandsbeziehungen, Politiker (DVP/FDP)
- Max Gasser (Jurist) (1886–1961), Landesgerichtspräsident
- Wilhelm Gauger (1860–1947), württembergischer Oberamtmann
- Karl Hermann Jacob-Friesen (1886–1960), Prähistoriker, Archäologe, Hochschullehrer und Direktor des Niedersächsischen Landesmuseums Hannover
- Theodor Liesching (1865–1922), Jurist und Politiker, letzter königlich württembergischer Ministerpräsident, danach Finanzminister MdL
- Otto-Günter Lonhard (1933–2020), Präsident des Rechnungshofs Baden-Württemberg, schwäbischer Heimatforscher
- Helmut Naunin (1904–2002), Verwaltungsjurist, Publizist
- Hans Pfarr (1936–2024), Oberbürgermeister von Albstadt
- Ronald Randzio (* 1939), Jurist, Professor für Bürgerliches Recht in Hamburg und Richter am Hanseatischen Oberlandesgericht
- Hansjörg Riehm (* 1933), Kinderarzt, Professor in Berlin und Hannover
- Hermann Röger (1883–1954), württembergischer Oberamtmann und Landrat
- Emil von Sauer (1889–1967), Jurist, erster Präsident des Deutschen Anwaltvereins (DAV) nach dem Zweiten Weltkrieg
- Friedrich Schäfer (1915–1988), Politiker,  Parlamentarischer Geschäftsführer der SPD-Bundestagsfraktion 1961–1966, Staatssekretär im Bundesministerium für Angelegenheiten des Bundesrates und der Länder
- Theodor Schenk (1894–1945), Landrat in Schorndorf
- Eberhard Schleicher (1926–2007), Unternehmer, Inhaber von Schwenk Zement
- Wilhelm Schneider (1910–2003), Dermatologe, Ordinarius in Tübingen
- Heinz-Eugen Schramm (1918–1998), Autor, Herausgeber
- Eduard Vöhringer (1859–1936), württembergischer Oberamtmann
- Hans-Dieter Vogel (1933–2021), politischer Beamter
- Gustav Adolf Wessinger (1861–1920), württembergischer Oberamtmann

## Historische Fotos

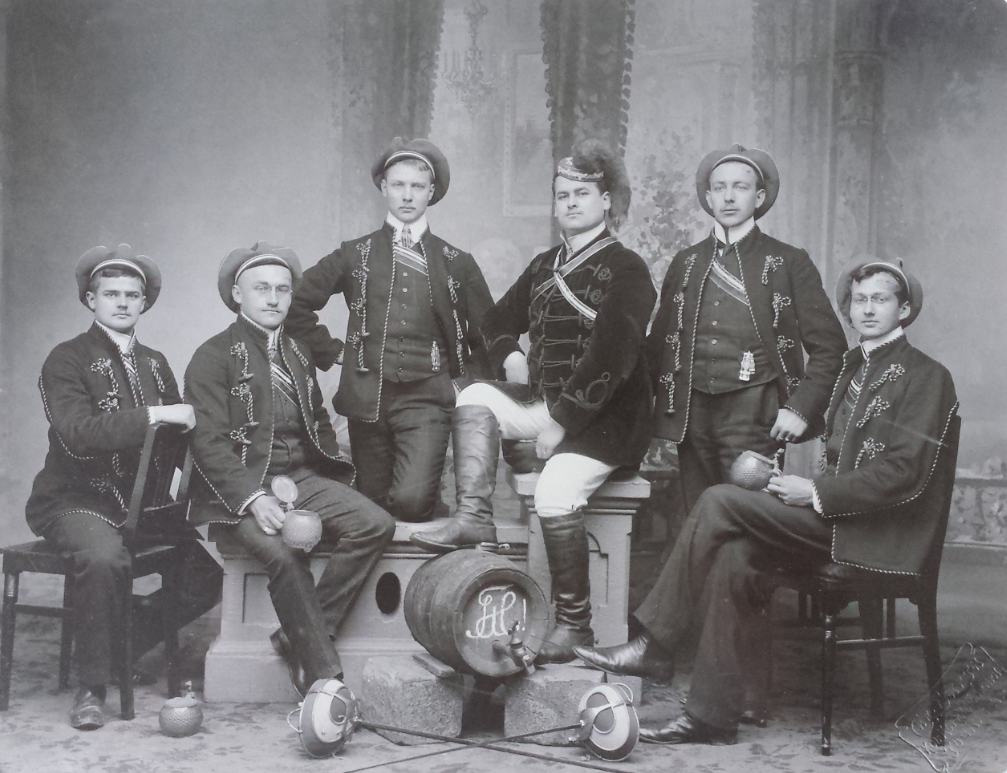
Aktive mit Fuxmajor. Auf diesem und dem nächsten Bild..
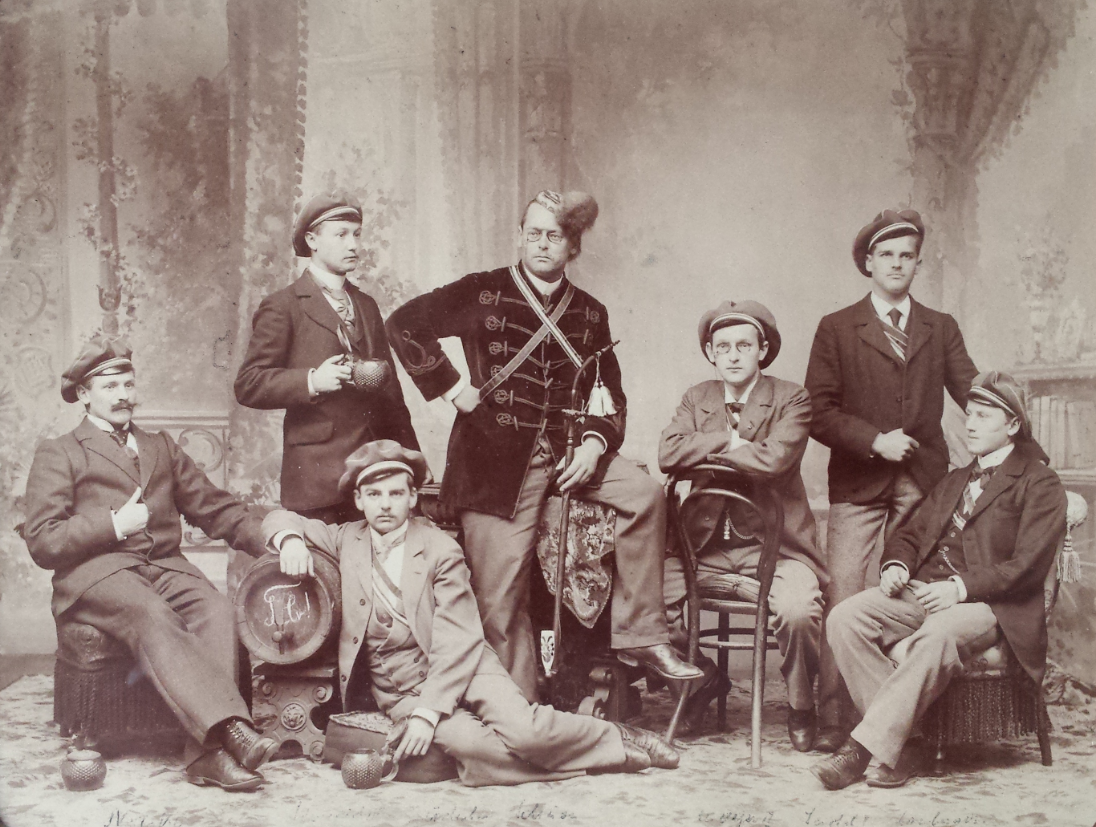
..ist das Mützenformat Tübinger Vollschlapp deutlich zu erkennen
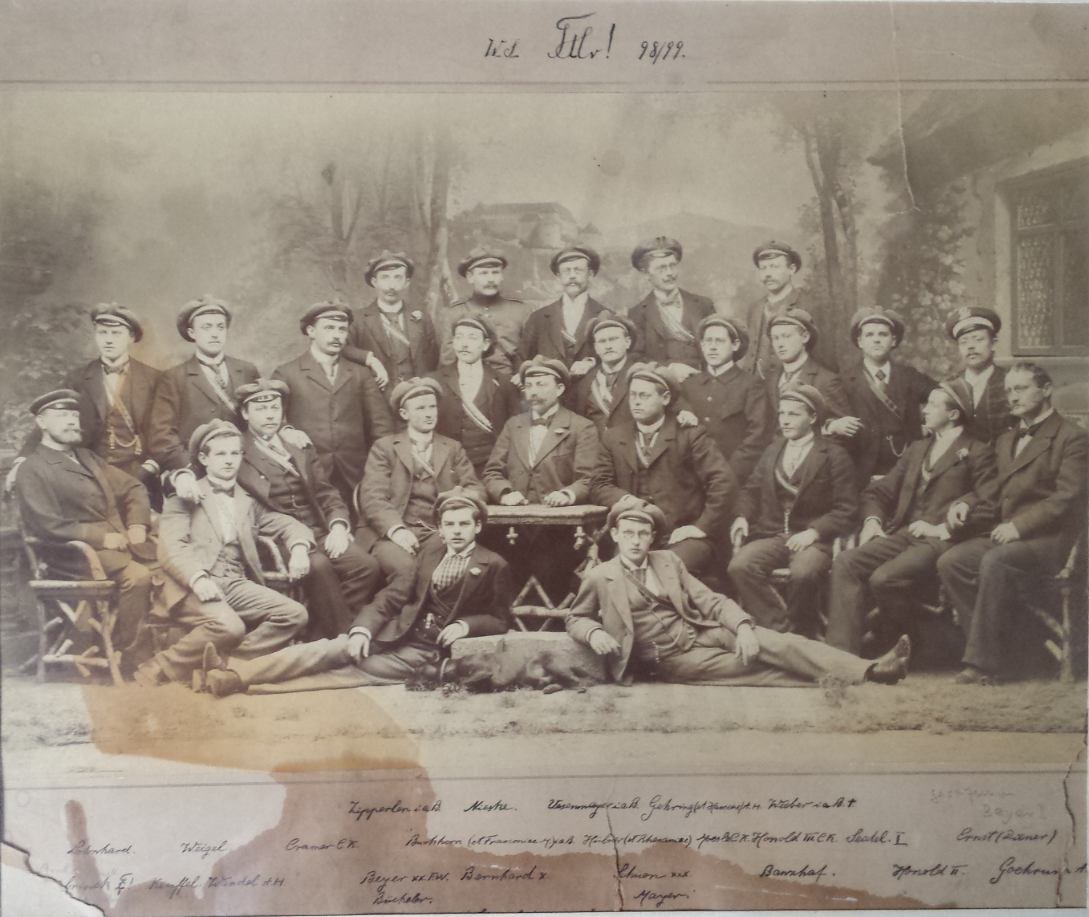
Gruppenfoto vom Wintersemester 1898/1899
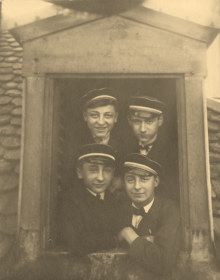
Aktive Hohenstaufen, 1922
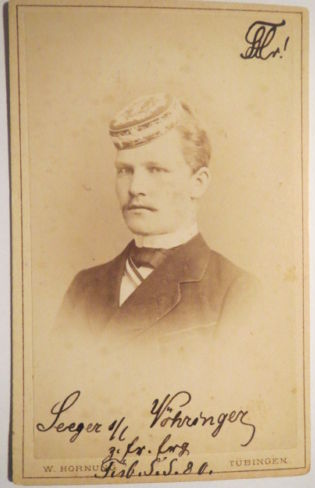
Couleurfoto von 1880
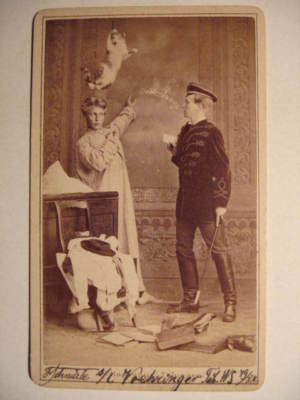
Dummer Junge von W. Hornung, Tübingen

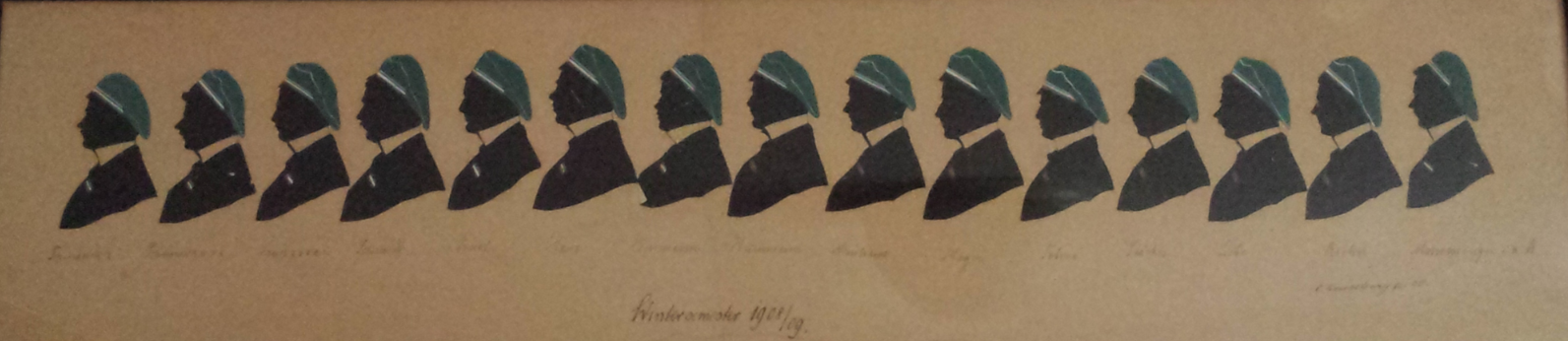
Schattenbild von Aktiven der Turnerschaft Hohenstaufia aus dem WS 1908/1909